# Bombardování Frampolu
Bombardování Frampolu se odehrálo během německé invaze do Polska v roce 1939. 13. září se stalo polské městečko Frampol s cca 4 000 obyvateli cílem leteckého útoku Luftwaffe. 60 % až 90 % městské infrastruktury bylo zničeno, pouze 2 ulice a několik domů zůstalo netknuto.
Město nemělo žádnou vojenskou obranu, stalo se cílem náletu kvůli otestování budoucích bombardovacích misí. Symetrická barokní síť ulic s radnicí v centru poskytovala letadlům Luftwaffe skvělou orientaci.

## Odezva v kultuře
Bombardování Frampolu hraje významnou roli v povídce „The Little Shoemakers“ židovského spisovatele polského původu Isaaca Bashevise Singera.